# Giovanni Bonandrini
Giovanni Bonandrini ist ein italienischer Musikproduzent des Avantgarde- und Free Jazz aus Mailand und war lange Jahre Leiter der Labels Soul Note und Black Saint.
Bonandrini interessierte sich schon als Jugendlicher für Jazz und erwarb 1945 seine ersten Schellackplatten. Er übernahm (als Partner und Mitinhaber des Hi-Fi & Record Center) 1977 das von Giacomo Pellicciotti 1975 gegründete Black Saint Label, das bis dahin im Avantgarde-Jazz Bereich 13 Platten veröffentlicht hatte, und baute es stark aus zu einer Zeit, als auf diesem Gebiet die großen US-amerikanischen Labels wenig Interesse zeigten und ihr Programm zurückschraubten. 1979 gründete er das Schwester-Label Soul Note für mehr Bop-orientierten Jazz.
Zu den Künstlern der beiden Labels gehörten zu Anfang Paul Bley, Billy Harper und David Murray sowie das World Saxophone Quartet, Cecil Taylor, Anthony Braxton, Old and New Dreams, Steve Lacy, Muhal Richard Abrams, Sun Ra, Henry Threadgill, Julius Hemphill,  Archie Shepp, Max Roach, Art Blakey, George Russell, Dave Douglas, Chico Hamilton, Hamiet Bluiett und viele italienische Jazzmusiker wie Claudio Fasoli, Giorgio Gaslini, Enrico Pieranunzi, Gianluigi Trovesi, Enrico Rava. Bis 2004 hatten sie rund 500 Alben im Programm (die auch ständig weiter erhältlich blieben) bei rund 12 bis 15 Neuveröffentlichungen pro Jahr. Bonandrini bewahrte dabei seine Unabhängigkeit und kündigte aus diesem Grund auch schon einen Vertrag mit Polygram, als diese ihm in sein Programm hineinreden wollten.
1982 bis 1985, 1987 bis 1989 gewann er den Kritiker Poll von Down Beat als Produzent.
Sein Sohn Flavio Bonandrini setzt als Nachfolger seines Vaters in der Leitung des Labels dessen Arbeit fort.